# Баллада о старом оружии
«Баллада о старом оружии» — советский художественный фильм 1986 года, героико-патриотическая драма. Фильм снят режиссёром Геннадием Ворониным. Сценарий написан Вацлавом Михальским на основе своего же одноимённого романа.
Фильм снят в жанре драмы и приключений. Главные роли в фильме исполнили Патимат Хизроева, Сергей Скрипкин, Александр Демьяненко, Виктор Борцов и Леонид Белозорович. В фильме также снялись Ирэна Кокрятская и Борис Клюев.

## Сюжет
Действие фильма происходит во время Великой Отечественной войны. Женщина с Кавказа отправляется на фронт, где сражаются её сыновья. Мать хочет передать своим детям особые кинжалы. Эти кинжалы — оружие их предков и согласно преданию дают неуязвимость обладателям этого оружия.

## В ролях
- Патимат Хизроева  — Патимат
- Сергей Скрипкин — лейтенант Зворыкин
- Александр Демьяненко — Иванов
- Виктор Борцов —  Гриценко
- Леонид Белозорович —  Кирилл Циркачёв
- Константин Мезенцев —  Саша Плетнёв
- Магомедарип Сурхатилов —  Расул
- Ирэна Дубровская (Кокрятская) — Нина, в титрах Ирэна Кокрятская
- Борис Чунаев —  майор
- Валерий Алексеев —  часовой
- Дадат Сайднуров —  Магома
- Михаил Шишков — цыган
- Валентина Клягина —  медсестра
- Борис Клюев — командир взвода СС

## Съёмочная группа
- Автор сценария: Вацлав Михальский
- Режиссёр: Геннадий Воронин
- Оператор: Леонид Литвак
- Художник: Виктор Власков
- Композитор: Анна Икрамова
- Звукорежиссёр: Владимир Каплан

## Место съёмок
Снимали в Дагестане, близ села Гуниб.

## Технические данные
- СССР, 1986 год, Киностудия им. М. Горького
- Драма, приключения
- Цветной, 81 мин.
- Оригинальный язык — русский